# Payena leerii
Payena leerii är en tvåhjärtbladig växtart som först beskrevs av Johannes Elias Teijsmann och Simon Binnendijk, och fick sitt nu gällande namn av Wilhelm Sulpiz Kurz. Payena leerii ingår i släktet Payena och familjen Sapotaceae. Inga underarter finns listade i Catalogue of Life.